# 南島原はらじょうこども園
南島原はらじょうこども園（みなみしまばら はらじょうこどもえん、旧名称：原城幼稚園）は、長崎県南島原市の学校法人青藍学院が運営する幼稚園型認定こども園。

## 概要
学校法人青藍学院が運営主体。
児童数減少と子育て家庭のニーズ変化により近隣の幼稚園が次々と閉園となった。このため、南島原市南部地域においては唯一の私立幼稚園となり、幼稚園利用を希望する児童および保護者の受け皿として存在している。また、認定こども園のため、家庭や保護者の状況に合わせた柔軟な対応が可能となっている。
南島原はらじょうこども園では、3歳からの児童の教育・保育を行い、3歳未満児の学年およびクラス設定は無し。このため、はらじょうこども園と隣接する保育所の大江保育園が0・1・2歳児の保育を担当し、3歳児到達時の4月からは幼稚園型認定こども園である南島原はらじょうこども園において3・4・5歳児の教育・保育を担当するという形で、0歳から就学前までの個々の児童の特長・特性に合わせた切れ目ない一貫した教育・保育を実現している。
園名の由来は長崎と天草地方の潜伏キリシタン関連遺産（ながさきとあまくさちほうのせんぷくキリシタンかんれんいさん）の構成遺産の一つである原城のそばに所在しているため。
認定こども園の認定を受けるに至った保育・教育内容について（入園のしおりより）「教育は、幼稚園と保育園の基準を満たす設備・職員配置、複数の外部講師による各種教室等や園外保育による体験活動等があり、食育は、栄養士によるアレルギー対応や食育計画の策定等、子育て支援は、医師や大学教授等による講演・人形劇団・音楽コンサート等の実施に特長がある」と記載されている。
このほか、休日保育や延長保育・学童保育など、働きながら子育てを行う家庭をサポートする特別保育事業や活動に対し積極的な取り組みを行う。
学校教育法第1条に定める学校としての機能を残すため幼稚園型認定こども園へ移行。併せて、「原城幼稚園」から「南島原はらじょうこども園」へ名称変更している。

## 学校法人設立の目的
この法人は教育基本法および学校教育法に従い、学校教育を行うことを目的とする。
この学校は、その目的を達成するため次に掲げる学校を設置する。
設置する私立学校の名称
　1.南島原はらじょうこども園

## 沿革
- 1972年3月 - 学校法人設立認可
- 1972年4月 - 原城幼稚園開設
- 2016年3月 - 大規模修繕竣工
- 2016年4月 - 南島原はらじょうこども園が幼稚園型認定こども園として認定を受ける　利用定員合計　85名（1号・2号認定の合計）
- 2017年4月 - 運営法人の名称を学校法人青藍学院へ名称変更

## 開園日と開園時間
- 月曜日から土曜日
- 休園日は日祝祭日（休園日には休日保育を行っている）
- 学期毎の長期休暇（夏休み・冬休み・春休み等）の設定は無し。
- 1号認定および2号認定児童どちらも通年での利用が可能。
- 7:00〜19:00（延長保育時間を含む）

## その他
- 常勤栄養士による給食の実施（月〜土）
- 南島原市南部、特に旧西有家町・北有馬町・南有馬町・口之津町の範囲の利用者割合が多い。
- 広域入所（南島原市以外の市町村）を実施。
- 送迎バス（西有家町〜口之津町の範囲）
- 保育料・利用料については南島原市（若しくは居住地の市町村）が定める額。

## 特別保育事業等
- 休日保育（日曜・祭日）
- 延長保育（午後6時〜午後7時まで）
- 障害児保育
- 一時保育
- 子育て支援拠点事業の実施
- 放課後児童健全育成事業（学童保育）の実施

## 所在地等
- 〒859-2412 長崎県南島原市南有馬町乙432